# Joseph de Potesta de Waleffe
Pour les articles homonymes, voir Potesta et Waleffe.
Joseph Marie Louis de Potesta de Waleffe, né en 1773 à Liège, mort en 1851 au château de Waleffe Saint-Pierre, descend du munitionnaire liégeois Jean De Corte dit Curtius.

## Biographie
Entré aux Gardes wallonnes en 1790, Joseph-Jean Marie de Potesta-Montigny de Waleffes, né à Liège le 25 juin 1773, fils de Jean-Louis-René,  seigneur de Mostombes, Montigny, et Bomrée, ancien capitaine de dragons au service de la France (Schomberg) et de la baronne  Jeanne-Louise de Flaveau de la Raudière; entra aux gardes wallones en 1790 comme cadet; il fut nommé enseigne le 20 septembre 1792; enseigne de grenadiers le 8 juillet 1794; sous-lieutenant le 11 septembre de cette année mena campagne contre la république  française à l'armée d'Aragon puis à celle de  Catalogne, prit part à l'expédition de Cayenne en  Guyane en (1799), devint sous-lieutenant des grenadiers le 11 juillet 1800; lieutenant le 17 novembre suivant; ; il termina en 1802 avec le grade de lieutenant-colonel agrégé à la place de Barcelone le 9 juillet 1802.  Il se retira du service en 1806.  À l'époque du royaume uni des Pays-Bas, il fut fait baron et membre de l'ordre équestre de la province de Liège.  Il  devint également  sénateur du royaume de Belgique.
Décoré de l'ordre de Charles III par décret de la reine d'Espagne du 8 novembre 1835.
Il mourut au château de Waleffes-Saint-Pierre le 15 avril 1851 (province de Liège).

## Source bibliographique
- Colonel Guillaume, Histoire des Gardes wallones au service d'Espagne, F. Parent, éditeur, Bruxelles, 1858.
- Jean-Luc de Paepe & Christian Raindorf-Gerard, Le Parlement belge, 1831-1894. Données biographiques, Brussel, 1996.